# 楊時 (宋朝)

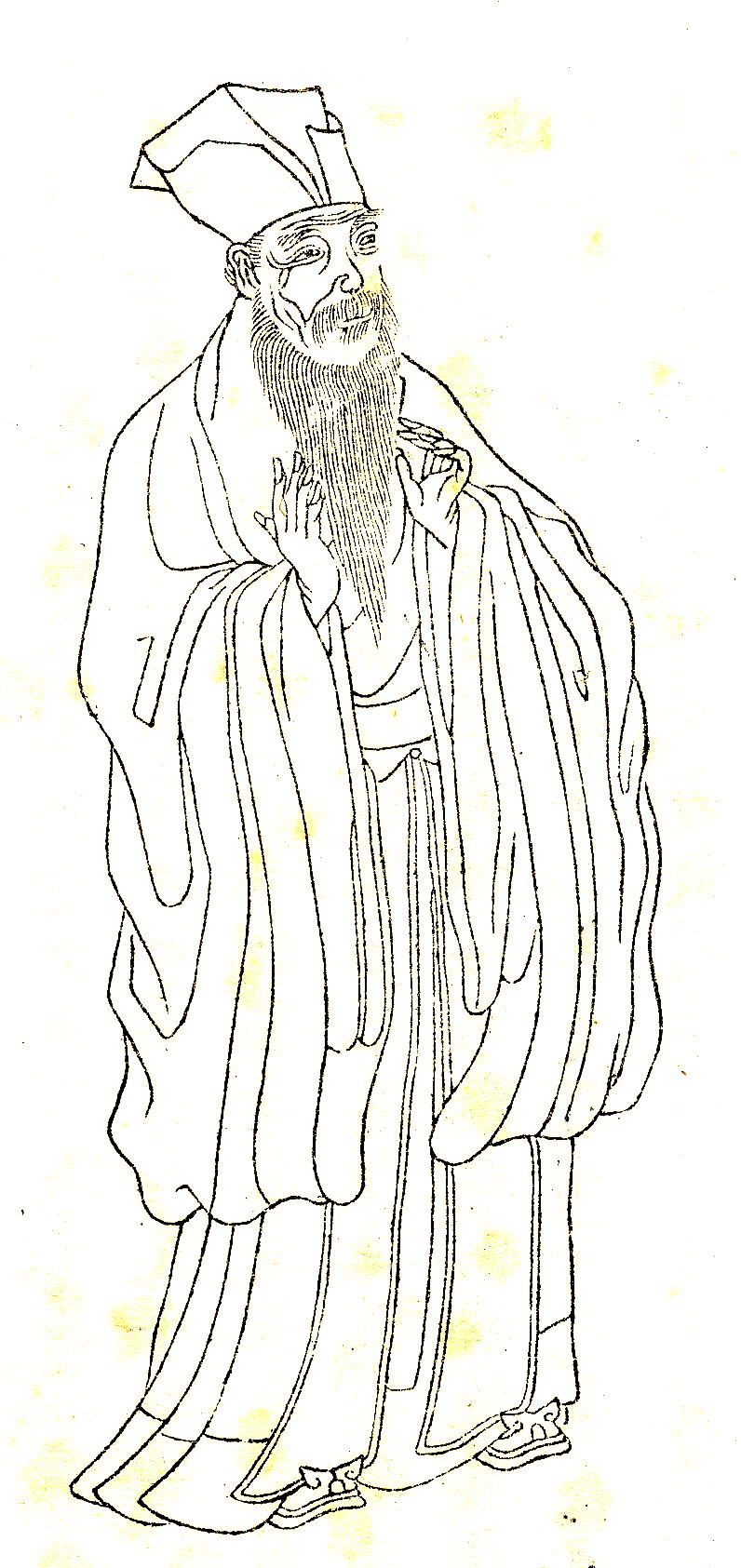
杨时像，选自上官周《晚笑堂画传》

楊時（1053年—1135年），字中立，號龜山先生，南劍州將樂縣龜山人，祖籍華州華陰縣。中國北宋洛學大家，世稱“楊龜山”，以道學聞名，時稱「南有楊中立，北有呂舜徒」。

## 簡介

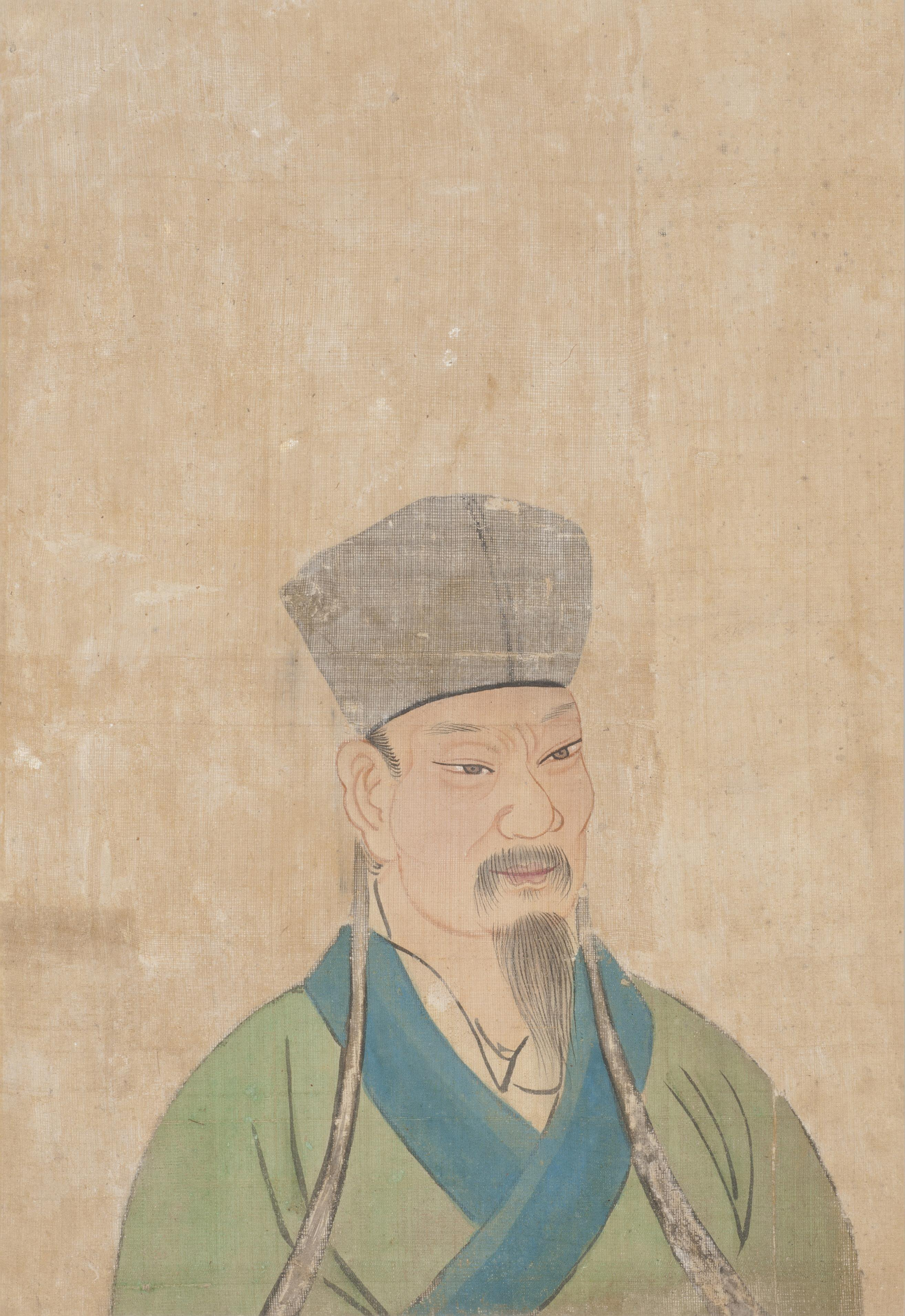
楊時

楊時有神童之譽，幼讀佛學，少年攻儒學，北宋熙寧九年（1076年）進士，調汀州司戶參軍，官至龍圖閣直學士。
楊時二十九歲那年前往河南潁昌，拜程顥為師，楊時學成回歸之時，程顥目送他遠去，感慨地說：“吾道南矣。”後楊時又從師程顥之弟程頤，楊時與游酢向二程求學，非常恭敬。《宋史·楊時傳》載“一日見頤，頤偶瞑坐，時與游酢侍立不去。頤既覺，則門外雪深一尺矣。”這是“程門立雪”的典故由來。
楊時繼承二程思想，提倡由誠意正心，推之以“平天下”，選擇在福建武夷山傳播理學，最早把二程理學傳入福建，開創理學的“道南系”。政和五年（1115年）往無錫，在東門內七箭河畔，南臨清河，搭建東林書院，教學長達十八年。
楊時之後，有羅從彥、李侗、朱熹相繼承傳。至朱熹時，發展為與“濂學”、“洛學”、“關學”，並稱的“閩學”。楊時被尊為“閩學鼻祖”。李綱有詩讚楊時：“儒林儀表，國家棟樑，風雲翰墨，錦繡文章”。
紹興五年（1135年）病逝，諡文靖，葬於將樂鳥石山麓，墓碑書：“宋龜山文靖楊先生神墓”。著有《二程粹言》、《龜山集》。

## 延伸阅读
[在维基数据编辑]
 《宋史·卷428》，出自脱脱《宋史》